# سباحة

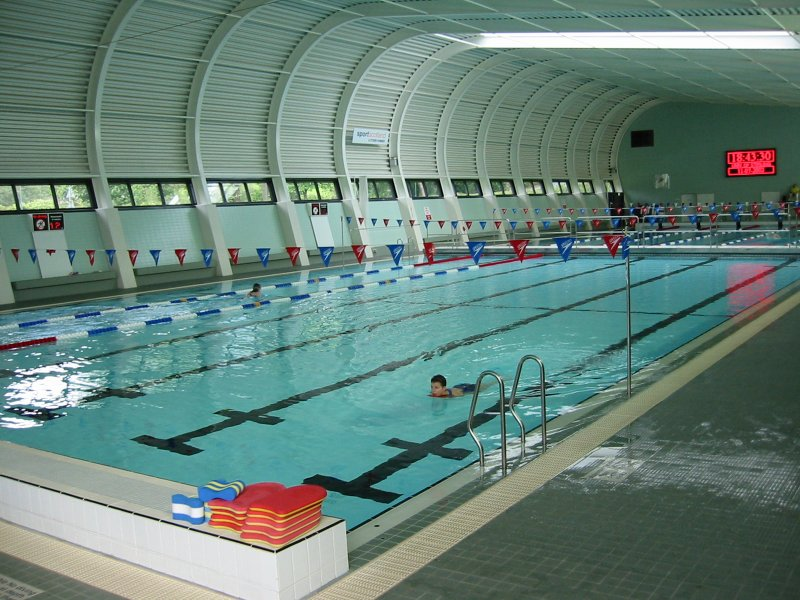
صورة لمسبح

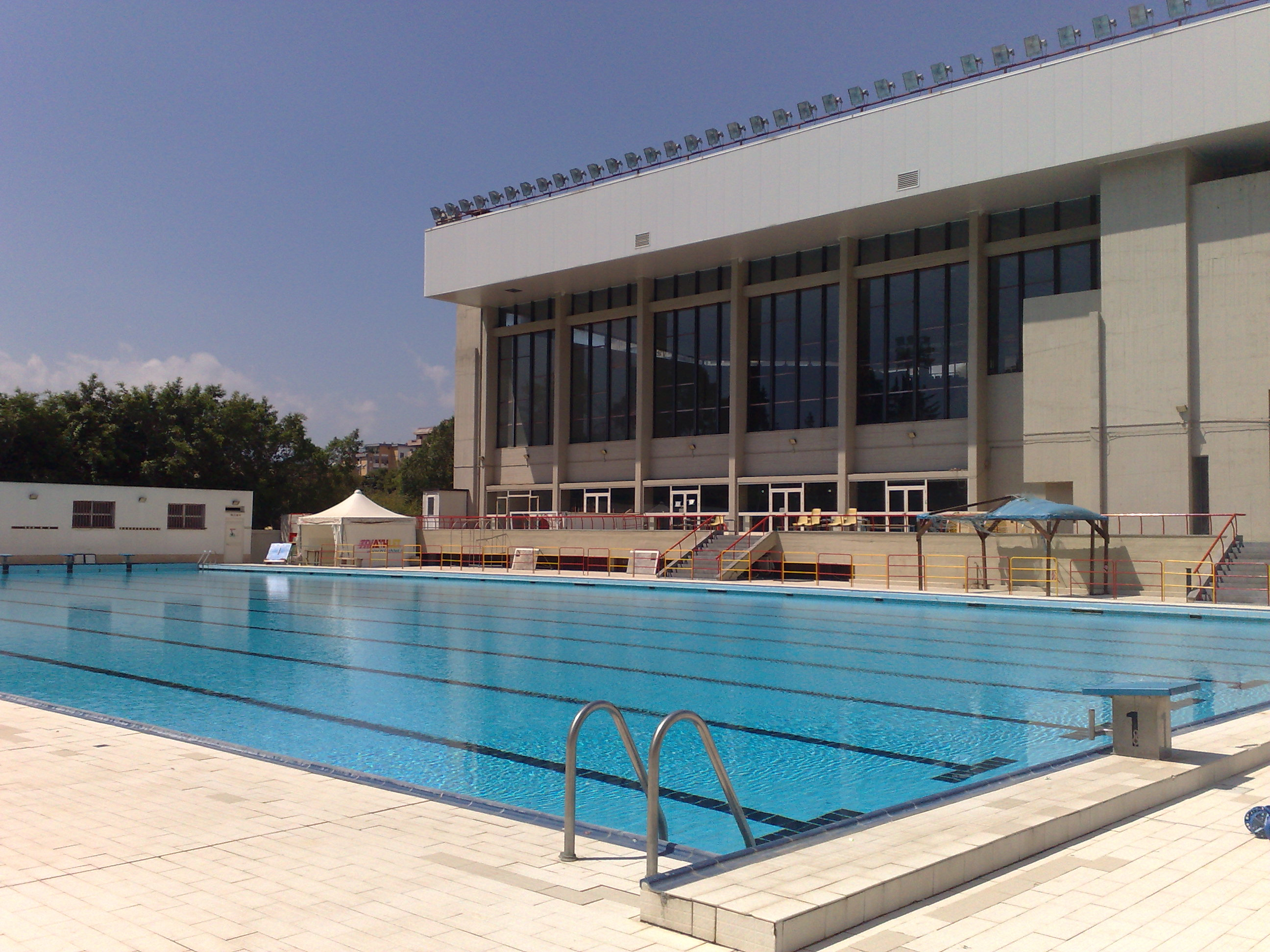
صورة لمسبح

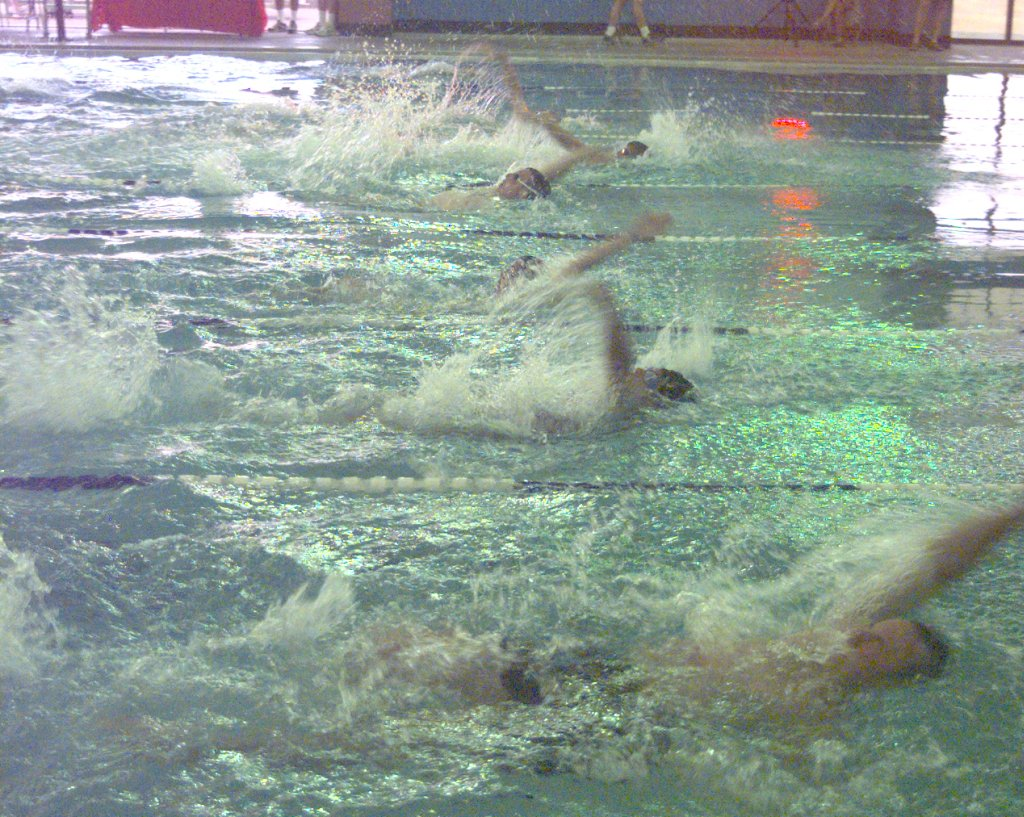
سباحين يسبحون

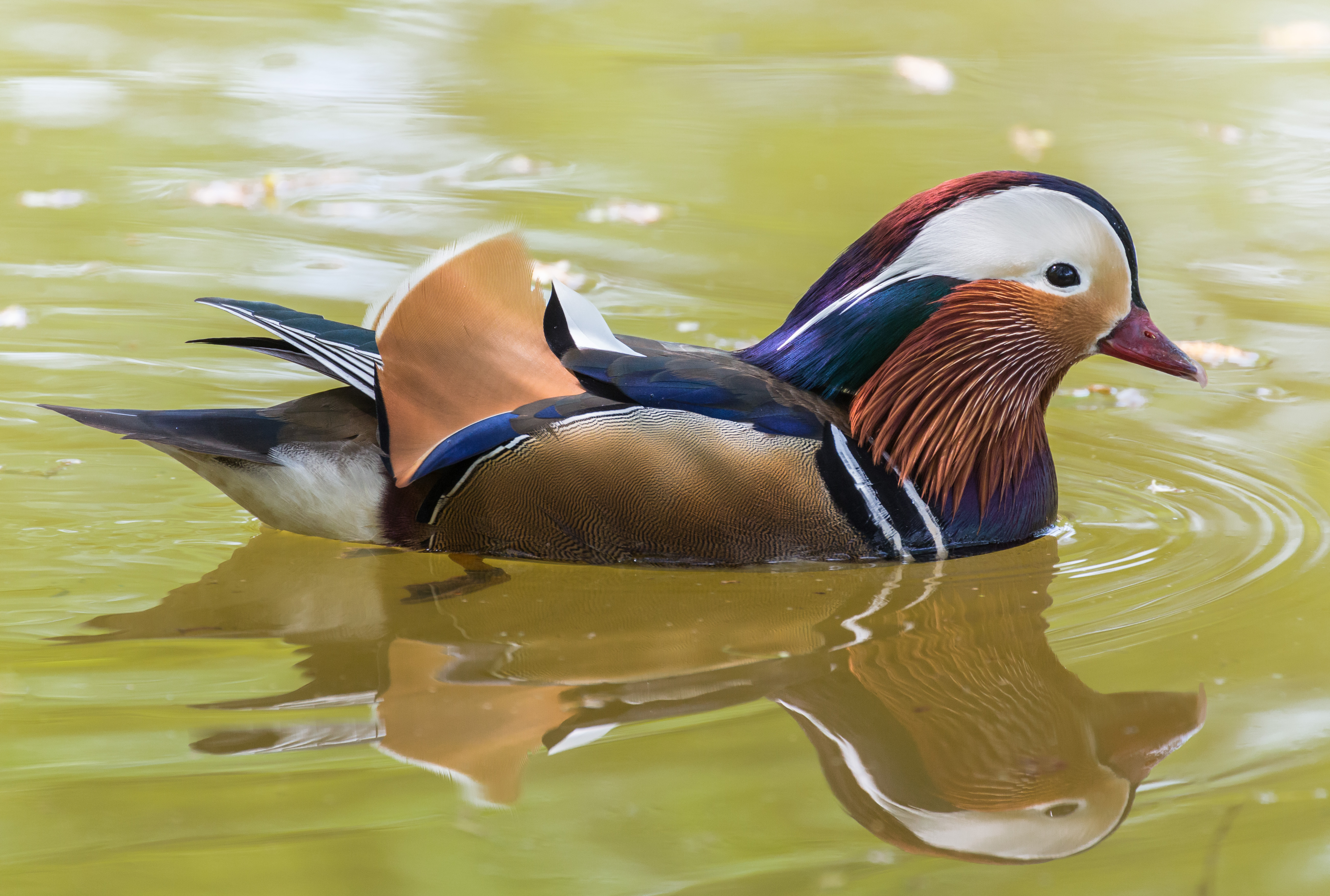
بطة تسبح

السباحة واحدةٌ من أشهر الرياضات وأكثرها ممارسةً من قبل الرياضيين، فالبعض منهم يعتبرها قمّة المتعة، والرياضة التي تمدّهم بالنشاط والحيوية على الدوام. السباحة أساساً هي الحركة التي تتحرّكها الكائنات الحية في الماء دون أن تسير في قاع المسطّح المائي أو البركة المائية.
تعود السباحة إلى العصر الحجريّ قبل أكثر من 10 آلاف سنة، وتمّ افتتاح أول حمام للسباحة الداخلية في عام 1828 تحت اسم سانت جورج للجمهور، وقد ظهرت المنافسات في هذا المجال كنشاط ترفيهيّ في البلاد الإنجليزيّ خلال عام 1830 ميلاديّة، وفي عام 1837 قامت الجمعيّة الوطنيّة للسباحة بعقد مسابقات للسباحة العاديّة في ستة حمامات سباحة اصطناعية التي توجد في المدينة اللندنيّة، وفي عام 1880 كان النشاط الترفيهي للسباحة هو الأكثر أهميّة؛ وذلك لوجود هيئة حكم وطنيّة، وجمعية هواة للسباحين، وأكثر 300 نادٍ إقليمي من جميع أنحاء البلاد.
قدِم اثنان من المشاركين الأمريكيّين في مسابقة السباحة اللندنيّة في عام 1844 وهذا أحد الأسباب التي أدّت إلى انتشار اللعبة في العالم، وكان الكابتن ماثيو ويب أوّل رجل يسبح في بحر المانش الذي يقع بين إنجلترا وفرنسا في عام 1875 على صدره، وقطع مسافة 34.21 كيلو متر خلال 41 ساعة و 45 دقيقة، بعد ذلك قامت البلدان الأوروبيّة بإنشاء اتحادات السباحة كالمانيا، وفرنسا، والمجر، وكانت أول مسابقات في القارة الأوروبيّة جمعاء للهواة في عام 1889 في العاصمة النمساويّة فيينّا، وعقدت أوّل بطولة لسباحة المرأة في اسكتلندا خلال عام 1892، أصبحت هذه اللعبة للرجال جزءاً من أول الألعاب الأولمبية الحديثة في عام 1896 تقام في أثينا
تطوّرت السباحة يوماً بعد يوم، فقد كانت في القديم ضروريّةً جداً خاصة للجنود، ومن هنا فقد اشتهر في تراثنا الإسلامي ما قاله عمر بن الخطاب رضي الله عنه (علّموا أولادكم السباحة، والرماية، وركوب الخيل)، أمّا اليوم فقد أصبح للسباحة دور آخر؛ فهي تعتبر واحدةً من النشاطات الترفيهيّة، والرياضيّة التي تكسب الجسم العديد من الفوائد الهامة، عدا عن أنّها رياضة عالميّة لها منافساتها ودورياتها وقوانينها الخاصة؛ حيث تدخل هذه الرياضة ضمن أهم رياضات الألعاب الأولمبية.

## التعريف اللغوي
السِّبَاحة - سِبَاحة:
السِّبَاحة : رياضة بدنية بالعَوْم.
المعجم الوسيط
سبح - يسبح، سباحة:
سبح في البحر أو النهر أو غيرهما، أو به: عام فيه وتقدم
المعجم: الرائد
سباحة - سِبَاحَةٌ:
[ س ب ح ]. (مصدر سَبَحَ).
1. «يُتْقِنُ السِّبَاحَةَ»: العَوْمَ، الغَوْصَ فِي الْمَاءِ وَالآنْسِبَاحَ فِيهِ، وَهِيَ مِنَ الرَّيَاضَاتِ البَدَنِيَّةِ.
2. «غَاصَ فِي حَوْضِ السِّبَاحَةِ»: الْمَسْبَحِ
المعجم: الغني
سِباحَة:
1 - مصدر سبَحَ / سبَحَ بـ / سبَحَ في.
2 - رياضة بدنيَّة معروفة لها فوائدها ومبارياتها «السباحة لمسافات طويلة»
• حمَّام السِّباحَة : حوض كبير مُعدّ للسِّباحَة، - سباحة الصدر: طريقة سباحة يعتمد فيها السبّاح على الاستلقاء على وجهه، - سباحة حرّة: مسابقة سباحة، يختار فيها كلّ من المتنافسين طريقة السباحة التي يريدها.
• السِّباحة المُتزامِنة / السِّباحة التَّوقيعيّة: (الرياضة والتربية البدنية) رياضة يقوم بها سبّاح أو مجموعة سبّاحين بأداء حركات راقصة مصاحبة للموسيقى.
المعجم: اللغة العربية المعاصر

## المقاسات لحوض السباحة الدولي
يبلغ طوله.50 متر طول كل واحدة منهم 2.5 م، يفصل بينهم حبال تمتد على طول الحوض فهي على ارتفاع نصف أو ثلاثة أرباع متر فوق سطح ماء الحوض.. أما بالنسبة لمنص حوض السباحة الدولي 50 متر، وعرضه 21 متر، وعمقه 1.8

## طرق السباحة

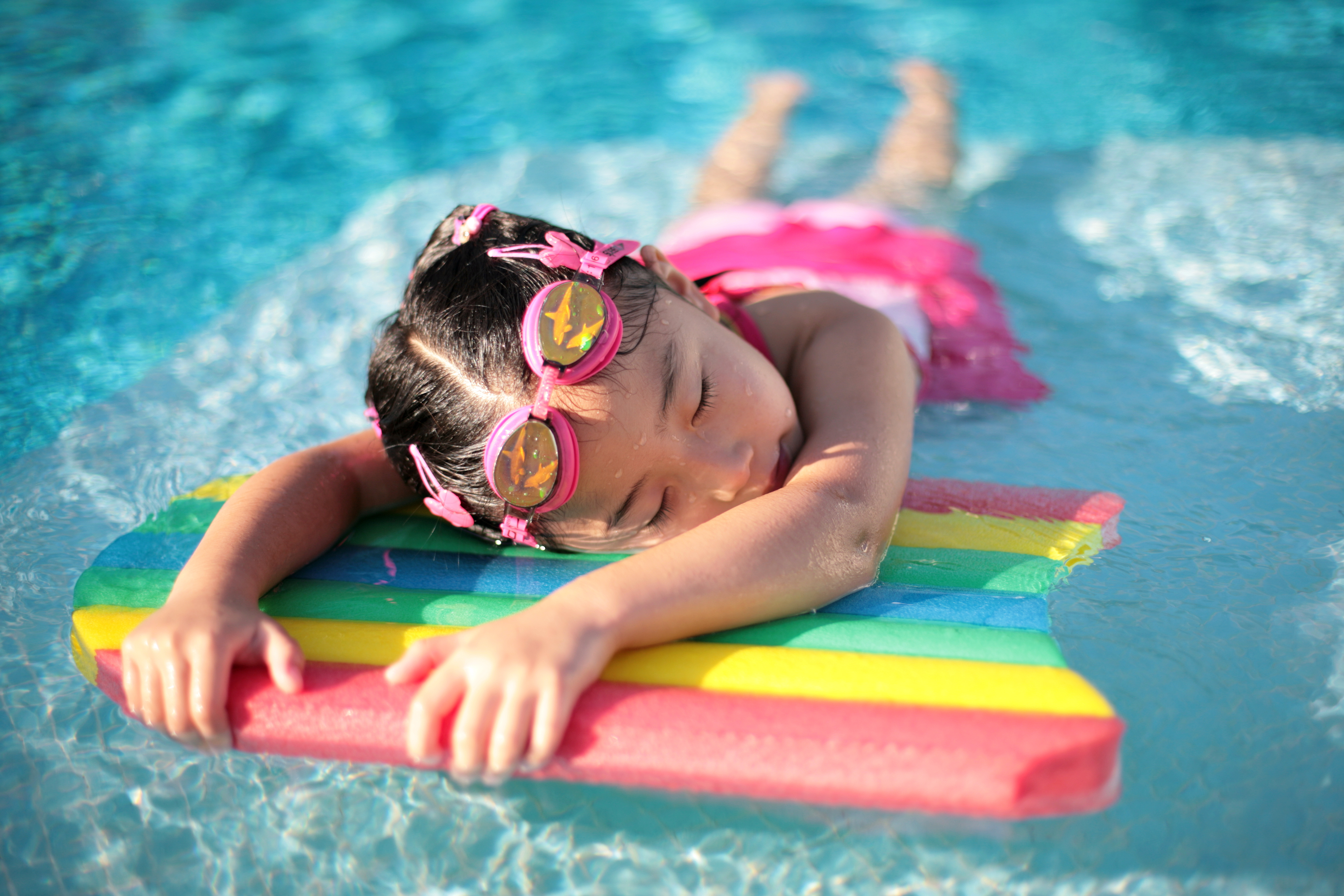
طفلة تسبح بعوامة سباحة

### سباحة الصدر
في سباحة الصدر، ينزل السباح إلى الماء، بحيث يلامس صدره المياه، ويكون كتفاه على خط واحد مع سطح الماء. وعليه أن يظهر جزء من رأسه فوق الماء، ويخرج فمه بين حين، وآخر للتنفس، وبإمكانه التصرف بحرية في بداية السباق وعند الدوران، أما سباقات السباحة على الصدر فهي: 50 متر و 100 متر و 200 متر.

### سباحة الظهر
و في سباحة الظهر، يندفع السباح من خلال دفع حائط المسبح بقدميه عند البداية، وكذلك خلال الدوران، ويسبح على ظهره طوال السباق، وسباقات السباحة على الظهر هي: 100 متر و 200 متر و 50 متر.

### سباحة الفراشة
و في سباحة الفراشة، يضرب السباح الماء بكلتي ذراعيه إلى الأمام وفوق الماء، ومن ثم يدفعهما إلى الخلف معاً، ويعيد الحركة بشكل متواصل، سباقات سباحة الفراشة هي: 100 متر و 200 متر و50 متر.

### السباحة الحرة
و في السباحة الحرة، يسبح المتسابق بالأسلوب الذي يرتاح له،
أما في سباقات التتابع والفردي المتنوعة، فيتعين على السباح، أن يسبح بأسلوب مختلف عن أساليب سباحة الصدر والظهر والفراشة
التتابع المتنوع: في هذا النوع من السباقات، تتنافس فرق مكونة من 4 سبّاحين، يسبح كل واحد منهم لمسافة 100 متر.
الفردي المتنوع: في هذا النوع من السباقات، يقطع السباح المسافة لـ 200 متر أو 400 متر. وفي سباقات 200 متر متنوع، يسبح المتسابق في كل 50 متراً بنوع مختلف، مثل الفراشة أو الظهر أو الصدر أو الحرة، أما في سباقات 400 متر متنوع، فيغير المتسابق أسلوب سباحته في كل 100 متر.

## فوائد السباحة
- الماء يمثل مقاومة للعضلات
- تدل البحوث الصحية والرياضية على أن ممارسة السباحة لمدة نصف ساعة يومياً تخفض من ضغط الدم وتقوي القلب وتقلل من معدل الكولسترول في الدم كما تزيد من كفاءة الدورة الدموية.
- ممارسة السباحة لمدة ساعة تحرق ما بين 250 و 500 سعرة حرارية، حسب قوة وسرعة السباحة؛ لذلك تعتبر هذه الرياضة من أفضل الرياضات لتخفيض الوزن.
- السباحة مفيدة جداً في التخلص من الضغوط النفسية، واسترخاء الجسم والعقل، ورفع الروح المعنوية.
- الماء يجعل الجسم يبدو أخف مما هو عليه فعلاً، لذلك فإن رياضة السباحة من أنسب الرياضات للأشخاص الذين يعانون من زيادة الوزن.
- تعمل السباحة على تليين العضلات في الذراعين والساقين والظهر والصدر.
- السباحة تجعل القلب والرئتين في حالة هوائية جيدة.
- السباحة مفيدة للتخلص من الجروح والتزلغات الباطنية والظاهرية.

## مخاطر السباحة
ينصح بعدم السباحة بعد الأكل لأن السباحة ستؤدي إلى تدفق الدم إلى الأطراف ويقل الدم المتجه إلى المعدة والجهاز الهضمي، مما يعطل ويؤخر عملية الهضم ويتسبب فيما يسمى عسر الهضم.
الشد العضلي من مخاطر السباحة حيث من الممكن أن يؤدي إلى الوفاة.

## اقرأ أيضا
- لاكتات

## وصلات خارجية
- الأولمبية والالعاب المائية
- السباحة